# Língua yonaguni
A língua Yonaguni (与那国物言/ドゥナンムヌイ Dunan Munui) é uma língua Ryukyuana meridional fala por cerca de 400 pessoas na ilha de Yonaguni, ilhas Ryukyu as ilhas japoneses mais ocidentais a oeste de Taiwan. É muito relacionada à Língua yaeyama. Devido à política japonesa sobre as línguas, a língua não é reconhecida pelo governo, que em vez disso  chama de DIALETO nihongo Yonaguni (与 那 国 方言). É classificada pela UNESCO como a língua do Japão mais ameaçada de extinção.

## Fonologia

### Vogais
A tabela abaixo mostra os sons vogais da língua Yonaguni. As vogais que são apenas alofônicas aparecem entre parênteses.
|                 | Anterior | Central | Posterior |
| --------------- | -------- | ------- | --------- |
| Fechada         | i        |         | u         |
| Quase Fechada]] | (ɪ)      |         | (ʊ)       |
| Meio Aberta     |          |         | o[a]      |
| Aberta          |          | a       | (ɑ)       |

O [o] provavelmente também pode ser reconhecido como fonema independente e não apenas como alofone de / u /. No entanto, sua distribuição é muito limitada. Excluindo algumas interjeições, o único morfema em que aparece é a exclamação final de frase do.

### Consoantes
A tabela abaixo mostra os sons consoantes da língua Yonaguni. Consoantes que são apenas alofones aparecem entre parênteses. Plosivas a africadas têm três vias de contraste entre fortis, lenis e sonoras.
|             | Labial | Labial | Labial | Labial | Labial | Labial | Labio- velar | Labio- velar | Labio- velar | Labio- velar | Labio- velar | Labio- velar | Alveolar | Alveolar | Alveolar | Alveolar | Alveolar | Alveolar | Alveolo-palatal | Alveolo-palatal | Alveolo-palatal | Alveolo-palatal | Alveolo-palatal | Alveolo-palatal | Palatal | Palatal | Palatal | Palatal | Palatal | Palatal | Velar  | Velar  | Velar  | Velar  | Velar | Velar | Glotal | Glotal | Glotal | Glotal | Glotal | Glotal |
| Lenis       | Lenis  | Fortis | Fortis | Sonora | Sonora | Lenis  | Lenis        | Labio- velar | Labio- velar | Labio- velar | Labio- velar | Labio- velar | Fortis   | Fortis   | Sonora   | Sonora   | Lenis    | Lenis    | Alveolo-palatal | Alveolo-palatal | Alveolo-palatal | Alveolo-palatal | Alveolo-palatal | Alveolo-palatal | Palatal | Palatal | Palatal | Palatal | Palatal | Palatal | Fortis | Fortis | Sonora | Sonora |       |       | Glotal | Glotal | Glotal | Glotal | Glotal | Glotal |
| ----------- | ------ | ------ | ------ | ------ | ------ | ------ | ------------ | ------------ | ------------ | ------------ | ------------ | ------------ | -------- | -------- | -------- | -------- | -------- | -------- | --------------- | --------------- | --------------- | --------------- | --------------- | --------------- | ------- | ------- | ------- | ------- | ------- | ------- | ------ | ------ | ------ | ------ | ----- | ----- | ------ | ------ | ------ | ------ | ------ | ------ |
| Plosiva     |        |        | p      | p      | b      | b      |              |              |              |              |              |              | tʰ       | tʰ       | t        | t        | d        | d        |                 |                 |                 |                 |                 |                 |         |         |         |         |         |         | kʰ     | kʰ     | k      | k      |       |       |        |        |        |        |        |        |
| Fricativa   |        |        | (ɸ)    | (ɸ)    |        |        |              |              |              |              |              |              |          |          | s        | s        |          |          | (ɕ)             | (ɕ)             | (ɕ)             |                 |                 |                 | (ç)     | (ç)     | (ç)     |         |         |         |        |        |        |        |       |       | h      | h      | h      |        |        |        |
| Africada    |        |        |        |        |        |        |              |              |              |              |              |              |          |          | t͡s       | t͡s       |          |          | (t͡ɕ)            | (t͡ɕ)            | (t͡ɕ)            |                 |                 |                 |         |         |         |         |         |         |        |        |        |        |       |       |        |        |        |        |        |        |
| Nasal       |        |        |        |        | m      | m      |              |              |              |              |              |              |          |          |          |          | n        | n        |                 |                 |                 |                 |                 |                 |         |         |         |         |         |         |        |        |        |        | ŋ     | ŋ     |        |        |        |        |        |        |
| Vibrante    |        |        |        |        |        |        |              |              |              |              |              |              |          |          |          |          | ɾ        | ɾ        |                 |                 |                 |                 |                 |                 |         |         |         |         |         |         |        |        |        |        |       |       |        |        |        |        |        |        |
| Aproximante |        |        |        |        |        |        | (ʍ)          | (ʍ)          | (ʍ)          | w            | w            | w            |          |          |          |          |          |          |                 |                 |                 |                 |                 |                 |         |         |         | j       | j       | j       |        |        |        |        |       |       |        |        |        |        |        |        |

### Cognatos fonológicos
Como uma língua Ryukyuana Meridional, semelhantemente às línguas Miyako e Yaeyama, tem  / b / no lugar com  / w / di Japonês padrão, como Yonaguni  / bada / ('estômago, barriga'), cognato com  / wata / ("tripas, intestinos"). Yonaguni também possui  / d / onde o japonês e outros idiomas Ryukyuanos possuem  / j / (ortograficamente  y ). Assim, por exemplo, Yonaguni  / dama / ('montanha') é cognato com japonês e Yaeyama  / jama / ('id.'). Yonaguni  / d / é provavelmente um desenvolvimento recente de um  * / j / anterior, no entanto, a julgar pelo fato de que mesmo o  * / j / em empréstimos A da [[língua chinesa é pronunciada  / d / pelos falantes da língua Yonaguni.
A língua yonaguni exibe vocalização intervocálica de plosivas, assim como muitas línguas japônicas. Ele também exibe a tendência de  / ɡ /, especialmente quando intervocálico, ser pronunciado como um velar nasal  / ŋ /, como em japonês padrão.

### Sílaba
Abaixo está o modelo de sílaba para Dunan:
(C (G) ) V1 (V2) (N)
- C = consoante
- G = semivogal [w] ou [j]
- V = vogal
- N = nasal moráica (fonologia japonesa)

No início da sílaba só se permite uma única consoante com a presença ocasional de uma semivogal. O Núcleo da sílaba pode conter até duas vogais. A única permissão de final de sílaba é com uma nasal moraica.

## Escrita
Yonaguni já foi escrito com um sistema de escrita único chamado glifos kaidã No entanto, após a conquista do Reino de Ryukyu  e posterior anexação pelo Império do Japão, os logogramas foram substituídos por caracteres Chineses ou Kana do Japão.